# Естер Драмонд
Естер Драмонд (енгл. Esther Drummond) измишљени је лик у британској научнофантастичној телевизијској серији Торчвуд који је тумачила Алекса Хејвинс. Хејвинсова је једна од неколико америчких глумаца који су се придружили Торчвуду у четвртом серијалу Дан чуда, који је настао у копродукцији оригиналне британске мреже BBC One и америчке телевизијске мреже Starz. Овај лик се појављује у свакој епизоди четвртог серијала поред романа-преднаставка, Човек који је продао свет.
У оквиру наратива серијала, Естер је аналитичарка Централне обавештајне агенције (ЦИА), која постаје свесна угашеног британског института Торчвуд током „Дана чуда”, када се открило да нико не може да умре. Заједно са својим колегом из ЦИА-е Рексом Матесоном, она удружује снаге са последња два преостала агента Торчвуда да би истражили ову појаву. Естерин статус стручњака за рачунаре и технологије ставља је у контраст са оштријим ликовима серије, више опредељеним на акцију. До завршнице Дана чуда, Естер је постала способнија теренска агенткиња, али су је убили непријатељи групе у покушају да их спрече да напредују са својом мисијом.
Хејвинсова је изјавила да је на њену одлуку да прихвати улогу Естер утицало то што је њен муж био љубитељ серије. Као и Рекс, Естер користи извршни продуцент Расел Т. Дејвис као средство за упознавање нове америчке публике са већ успостављеном митологијом серије Торчвуд. Хејвинсова је изјавила да Естер гаји неузвраћену љубав према Рексу, али је објаснила да он то изгледа не примећује. Критички одговор на лик је био помешан. Неки критичари су хвалили њену карактеризацију и тумачење, док су други сматрали да она показује некомпетентност и да је публика није прихватила. Природа њеног изласка из серије је опште хваљена, иако су неки рецензенти сматрали да је недостајао жељени емоционални утицај.

## Појављивања

### Телевизија
Естер Драмонд, аналитичарка сатова Централне обавештајне агенције (ЦИА), први пут се појављује у премијерној епизоди серијала Торчвуд: Дан чуда, „Нови свет”, у којој обавештава колегу Рекса Матесона (Мекај Фајфер) о тајанственој поруци која садржи само једну реч, „Торчвуд”. Растројени Рекс је тада смртно повређен, због чега Естер окривљује себе за његову несрећу. Након што је сазнала да је смрт прекинута глобалним догађајем названом „Дан чуда”, Естер почиње да трага за подацима о Торчвуду, претпостављајући везу између организације и почетка „Дана чуда”. У току свог истраживања, она сусреће бившег шефа Торчвуда, капетана Џека Харкнеса (Џон Бароуман), који јој помаже да побегне од разорне експлозије бомбаша самоубице. Харкнес објашњава историју Института Торчвуд, али брише Естерино сећање како се она не би сећала њиховог сусрета. Естерино сећање се касније активирало када је штампани примерак досијеа Торчвуда доспео на њен сто. Естерина истрага о Торчвуду угрожава њен положај у ЦИА-и и њој је — као и Рексу — агенција сместила. Пошто је била присиљена да постане бегунка, она почиње да ради као део Торчвуда заједно са Рексом и последњим преживелим члановима Института Торчвуд, капетаном Џеком и Гвен Купер (Ив Мајлс).
Естер испуњава Торчвудову техничку потребу за способним хакером, истраживачем и рачунарским стручњаком. Међутим, она се у почетку бори као теренска агенткиња, замало угрозивши задатак екипе када је покушала да добије помоћ за своју психички болесну сестру Сару (Кендис Браун). Касније, док је покушавала да побегне током тајног задатка у ефективном концентрационом логору, у којем се тешко рањени спаљују, Естер дави Колина Малонија (Марк Вен) у ненаоружаној борби, што је оставља ужаснутом и потресеном. У следећој епизоди, Естер схвата да је Гвен уцењена да испоручи Џека непознатом заверенику. Она је преузела Гвенине родитеље које је ослободио наредник Енди Дејвидсон (Том Прајс) и заједно са Рексом, успешно лови Џекове могуће отмичаре. Екипа Торчвуда је касније завршила у притвору ЦИА-е. Иако је Естер помилована заједно са Рексом, Џек је упуцан док је покушавао да побегне, остављајући Естер одговорност да га чува током бекства. Два месеца касније, у епизоди „Окупљање”, Естер је пребацила Џека у Шкотску где му је исцедила крв, верујући да је она повезано са Чудом. Екипа сазнаје да је Чудо настало на блиским антиподима Шангаја и Буенос Ајреса; тим се раздваја, а Естер и Рекс одлазе на потоњу локацију. Завршница серијала „Крвна линија” приказује како је Естер убијена од стране члана Три породице — зликоваца који стоје иза „Дана чуда” — у покушају да спрече Торчвуд да оконча Чудо, али Гвен убеђује Џека и Рекса да Естер мора да умре да би се Чудо могло окончати. У епилогу епизоде, Естер је била међу ретким пост-чудотворним преминулима којима је дозвољена потпуна погребна служба.

### Књижевност
Естер се појављује као споредни лик у роману Људи који су продали свет, који је представљен као преднаставак Торчвуда: Дана чуда. У роману, Естер помаже Рексу у његовом задатку да пронађе контингент ЦИА-е који је побегао са опасним ванземаљским оружјем. Рецензирајући роман, колумниста SFX-а Аласдер Стјуарт је прокоментарисао да је аутор Гај Адамс пружио „занимљив и храбар контекст Рексовој вези са Естер”. Према Стјуартуовим речима, Мушкарци који су продали свет су показали да „Рекс зна да је обмањује и да му није претерано стало. Она је средство, само оно које он може да користи боље и брже од већине”.

## Карактеризација

### Кастинг
У фази планирања серијала, Естерино презиме је првобитно било Катуси, а кастинг-инструкције су прецизирале да је ова улога предвиђена за глумицу која није белкиња. Глумица серије Братства и сестринства Амбер Стивенс била је једна од глумица које су биле на аудицији за улогу Естер. Међутим, BBC је 6. јануара 2011. објавио да је бела глумица Алекса Хејвинс добила улогу, којој је презиме промењено у Драмонд. Хејвинсова у почетку није била сигурна да ће прихватити улогу када јој је понуђена, због тога што је недавно постала мајка. Она је открила да је њен супруг, глумац Џастин Бруенинг, који је био обожавалац Торчвуда утицао на њену одлуку да прихвати улогу, наводећи да јој је рекао да „мора да узме ову улогу” и понудио да преузме одговорност за чување деце. Припремајући се за улогу, Хејвинсова је погледала неке од ранијих серијала Торчвуда да би стекла осећај за тон серије, али није у потпуности уронила у историју серије јер, с обзиром на незнање њеног лика, „то што нисам била упућена у то играло је у моју корист”.

### Концепт и развој
Естер је у промотивним материјалима представљена као „невина у свету убица, лажова и зилота”. Хејвинсова описује Драмондову као „оптимисту и особу која види чашу као полу пуну”. Промотивни видео који је објавио Starz пружа основне податке о Естер, укључујући њено факултетско образовање — лик се представља изјавом да је дипломирала лингвистику и магистрирала когнитивне науке. Свценаристкиња четвртог серијала Џејн Еспенсон уживала је у писању сцена за Естер јер је сматрала да је лик најсличнији њој самој. Она напомиње да је, када је осмишљавала Естерину позадину, „на крају само записала сопствено искуство на факултету”. Естерин увод позива на паралеле са главним женским ликом Гвен Купер (Ив Мајлс) у премијерној епизоди серије 2006. „Све се мења”. Она представља сурогат публике за нове америчке гледаоце. Хејвинсова говори о Естер као о „водичу” за нове гледаоце који по први пут долазе у Торчвуд, као о оној која „копа све дубље и дубље у зечју рупу”. Упркос сличности са њиховим уводом, Хејвинсова коментарише да Естер као лик има улогу мање опредељену на акцију од Гвен јер је више „техничарка” екипе која користи свој интелект и технологију као своје оружје. Глумица сматра да је Естерина позиција аналитичарке везане за сто „њен сигуран мали свет”. Главни сценариста и извршни продуцент Расел Т. Дејвис описао је Естер као „веома исцељујућу силу” која помаже другим отворенијим ликовима да се зближе као екипа јер је „много способнија да саосећа са људима”. Сестра њеног лика, Сара (Кендис Браун), епизодно се појављује током Дана чуда, а Хејвинсова сматра да њено присуство помаже да се „хуманизује ситуација”, јер укључивање чланова породице помаже публици да „схвате зашто људи реагују на одређени начин”. Еспенсонова примећује да се о првој сцени између Естер и Саре дуго дискутовало међу сценаристима — они су одлучили да Естер изабере да ли ће своју болесну сестру упутити социјалној служби „што је теже” како би појачали бол који њен лик осећа.
Естер гаји осећања према колеги Рексу Матесону (Мекај Фајфер), кога идеализује и на кога се угледа. Упркос њеним осећањима, за која се чини да их Рекс не примећује нити узвраћа, глумица Алекса Хејвинс претпоставља да је „толико слеп за њена осећања” због тога што има „овај зид изграђен око себе кроз који је тешко пробити се”. Фајфер је прокоментарисао да Рекс види Естер као сестру и да је њено интересовање за њега делимично последица њеног сензационалистичког приступа његовом раду. Упркос њеној веома романтизованој идеји теренског рада, Естер није толико вешта на том пољу као искуснији агенти Рекс, Џек (Џон Бароуман) и Гвен. Међутим, бити део новог тима Торчвуда значи да је Естер „отргнута са свог стола и гурнута у свет Торчвуда у бекству”. Током каснијих епизода серијала, њен лик мора да се бори физички против непријатеља тима. Хејвинсова није прошла никакву обуку за ове секвенце, сматрајући да би Естер обучена у секвенцама борби била „превише углађена, превише обучена, превише савршена, превише синхронизована са остатком екипе Торчвуда”. Уместо да буде способна да лако уништи своје нападаче, када Естер мора да се бори за живот, то је „сирово и свирепо” и „скоро као мешавина туче у кафани са тучом девојака”. Еспенсонова напомиње да је до последње епизоде Естер стекла степен дивљења од Рекса кроз свој рад за тим Торчвуда, што она осећа да јесте јер „он једноставно не може да не види колико је она паметна и храбра”. Што се тиче убиства њеног лика, Хејвинсова наводи да је знала да је то могућност од тренутка када је прихватила улогу због опасности присутне у серији и њене склоности ка убијању ликова. Чарли Џејн Андерс са блога io9 приметила је да смрт лика помаже да се илуструје „колико је тешко предати друге смрти ради већег добра”.

## Пријем
Након премијере четвртог серијала, Тим Сарет са веб-сајта TV.com написао је да је Естер „фантастична као почетница у Торчвуду, држећи за руку гледаоце који никада раније нису гледали серију”. Џејмс Запи из HD Room-а похвалио је пријатељство између Естер и Гвен рекавши да „то није банално упаривање два женска лика” и да уместо тога нуди шансу двема глумицама „да се раздвоје и додају сложеност личностима њихових ликова”. Сајмон Бру са веб-сајта Den of Geek сматрао је да је прича лика са њеном сестром у епизоди „Бекству у ЛА” била „добродошла експозиција, а Алекса Хејвинс се показала као одличан избор за улогу”. Морган Џефри са веб-странице Digital Spy је изјавио да је током четвртог серијала: „Алекса Хејвинс била константно одлична, уносећи праву топлину и допадљивост у њену улогу.” Естер је привукла поређења са претходним ликовима Торчвуда. Ден Мартин је након емитовања епизоде „Rendition” написао да се лик Естер „обликује као краљица трагедије у стилу Тошико”. Дејв Голдер, који је писао за SFX, приметио је неспособност лика у епизоди „Бекство у ЛА” показала да је она „једнако неспособна да глуми професионално више од 60 секунди, попут Овена и Тош у стара времена”.
Голдер је идентификовао „Естерину застрашујуће случајну смрт” као једну од упечатљивих тачака онога што је сматрао разочаравајућом последњом епизодом. Гавин Фулер из The Daily Telegraph-а назвао је њен одлазак „правим и тужним шоком”. Џефри је похвалио смрт овог лика као „шоке који је добро прошао”, напомињући да су сви знаци указивали да ће Рекс умрети уместо ње. Осећао је да је ово био „окрутан трик писаца да отерају љупку агенткињу Драмонд” и да је „све учинило још суровијим тиме што су гледаоци држани у неизвесности до првог погледа на њену сахрану”. Он је закључио рекавши да је „оваква врста емотивног ударца” нешто у чему се Торчвуд увек истицао. Нила Дебнат из новина The Independent прокоментарисала је да је њена смрт тужна јер је „лик прошао кроз толико тога” и да би „било простора за већи раст у наредним серијалима”. Насупрот томе, дописница Los Angeles Times-а Емили Ван Дер Верф сматрала је да је било тешко везати се за Естер, поред Рекса и Освалда, и иако је њена смрт требало да буде „велики, емотивни тренутак финала”, њој је деловала „донекле као промашај”. Осећала је да је Естер у читавом четвртом серијалу коришћена као „једноставно средство за заплет, неко кога су писци користили када им је било потребно да нешто пође по злу или када им је било потребно да прича крене у одређеном правцу”. Блер Марнел са веб-сајта CraveOnline такође примећује у својој рецензији финала серије да „Рекс и Естер никада нису деловали као главни ликови” и сматра да би било боље да су ликови отишли на симетричан начин.